# كينتا يامافوجي
كينتا يامافوجي (باليابانية: 山藤 健太) (14 نوفمبر 1986 في ساغاميهارا في اليابان – )؛ هو لاعب كرة قدم ياباني سابق كان يلعب كلاعب وسط.

## وصلات خارجية
- كينتا يامافوجي على موقع رابطة كرة القدم اليابانية للمحترفين (اليابانية)
- كينتا يامافوجي على موقع قاعدة بيانات كرة القدم.إي يو (الإنجليزية)
- كينتا يامافوجي على موقع Soccerway.com (الإنجليزية)
- كينتا يامافوجي على موقع عالم كرة القدم.نت (الإنجليزية)